# 2-decanamina
La 2-decanamina es una amina primaria con fórmula molecular C10H23N.
- Datos: Q5651231